# Cylindromyia angustipennis
Cylindromyia angustipennis är en tvåvingeart som beskrevs av Herting 1983. Cylindromyia angustipennis ingår i släktet Cylindromyia och familjen parasitflugor. Inga underarter finns listade i Catalogue of Life.